# Luís Silva (calciatore 1999)
Luís Marques Almeida Vieira da Silva, noto semplicemente come Luís Silva (Oeiras, 18 febbraio 1999), è un calciatore portoghese, difensore dell'Anorthōsis.

## Carriera
Cresciuto nei settori giovanili di Benfica e Stoke City, con cui nel 2016 firma il primo contratto professionistico, nel 2018 si trasferisce al Belenenses SAD, con cui firma un quadriennale. Impiegato quasi esclusivamente con la formazione Under-23 del club, il 21 luglio 2021 passa all'EN Paralimni, con cui conquista subito la promozione nella massima serie cipriota. Dopo aver trascorso due stagioni da titolare indiscusso, il 15 giugno 2023 viene tesserato dal Widzew Łódź, con cui firma un biennale. Il 6 agosto 2025, rimasto svincolato dopo l'esperienza in Ekstraklasa, firma un annuale con opzione con l'Anorthōsis.

## Statistiche

### Presenze e reti nei club
Statistiche aggiornate al 19 agosto 2025.
| Stagione              | Squadra               | Campionato            | Campionato | Campionato | Coppe nazionali | Coppe nazionali | Coppe nazionali | Coppe continentali | Coppe continentali | Coppe continentali | Altre coppe | Altre coppe | Altre coppe | Totale | Totale | Totale |
| Stagione              | Squadra               | Comp                  | Pres       | Reti       | Comp            | Pres            | Reti            | Comp               | Pres               | Reti               | Comp        | Pres        | Reti        | Pres   | Reti   |        |
| --------------------- | --------------------- | --------------------- | ---------- | ---------- | --------------- | --------------- | --------------- | ------------------ | ------------------ | ------------------ | ----------- | ----------- | ----------- | ------ | ------ | ------ |
| 2018-2019             | Belenenses SAD        | PL                    | 2          | 0          | TP+CdL          | 1+0             | 0               | -                  | -                  | -                  | -           | -           | -           | 3      | 0      |        |
| 2019-2020             | Belenenses SAD        | PL                    | 1          | 0          | TP+CdL          | 0+0             | 0               | -                  | -                  | -                  | -           | -           | -           | 1      | 0      |        |
| Totale Belenenses SAD | Totale Belenenses SAD | Totale Belenenses SAD | 3          | 0          |                 | 1               | 0               |                    | -                  | -                  |             | -           | -           | 4      | 0      |        |
| 2021-2022             | EN Paralimni          | B                     | 30         | 4          | CC              | 4               | 1               | -                  | -                  | -                  | -           | -           | -           | 34     | 5      |        |
| 2022-2023             | EN Paralimni          | A                     | 39         | 3          | CC              | 1               | 0               | -                  | -                  | -                  | -           | -           | -           | 40     | 3      |        |
| Totale EN Paralimni   | Totale EN Paralimni   | Totale EN Paralimni   | 69         | 7          |                 | 5               | 1               |                    | -                  | -                  |             | -           | -           | 74     | 8      |        |
| 2023-2024             | Widzew Łódź           | EK                    | 27         | 1          | CP              | 4               | 0               | -                  | -                  | -                  | -           | -           | -           | 31     | 1      |        |
| 2024-2025             | Widzew Łódź           | EK                    | 19         | 0          | CP              | 3               | 0               | -                  | -                  | -                  | -           | -           | -           | 22     | 0      |        |
| Totale Widzew Łódź    | Totale Widzew Łódź    | Totale Widzew Łódź    | 46         | 1          |                 | 7               | 0               |                    | -                  | -                  |             | -           | -           | 53     | 1      |        |
| 2025-2026             | Anorthōsis            | A                     | 0          | 0          | CC              | 0               | 0               | -                  | -                  | -                  | -           | -           | -           | 0      | 0      |        |
| Totale carriera       | Totale carriera       | Totale carriera       | 118        | 8          |                 | 13              | 1               |                    | -                  | -                  |             | -           | -           | 131    | 9      |        |

## Palmarès

### Nazionale
- Campionato d'Europa Under-17: 1

Azerbaigian 2016